# Stanko Vraz
Stanko Vraz, all'anagrafe Jakob Frass, (Cerovec, 30 giugno 1810 – Zagabria, 20 maggio 1851), è stato un poeta e scrittore sloveno-croato.

## Biografia
Nacque nel villaggio di Cerovec, oggi in Slovenia. Vraz fu una delle figure più importanti del Movimento illirico nel Regno di Croazia e Slavonia. Fu il primo croato a guadagnarsi da vivere con la professione di scrittore. Scrisse poesie e resoconti di viaggio; raccolse anche poesie della tradizione popolare. Tradusse in croato opere straniere.
Durante il suo soggiorno a Samobor, incontrò Julijana "Ljubica" Cantilly, nipote del suo amico e collega Ljudevit Gaj,  che divenne la sua musa: a lei dedicò molte poesie e opere.

## Opere

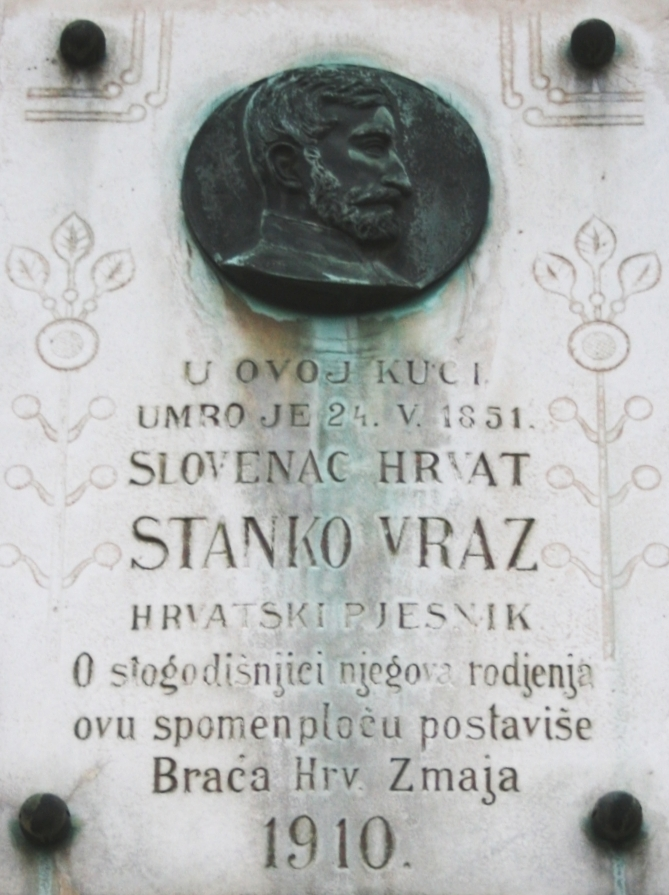
Targa commemorativa a Zagabria.

Nel 1842, con due contributori fondò il giornale Kolo, una delle prime riviste letterarie della Croazia. La rivista, come il resto delle sue opere, fu influenzata dal romanticismo nazionale.
A riguardo della lingua slovena, l'opera più importante di Vraz è Narodne pesmi ilirske, koje se pevaju po Štajerskoj, Kranjskoj, Koruškoj i zapadnoj strani Ugarske ("Canzoni popolari illiriche cantate in Stiria, Carniola, Carinzia e nella parte occidentale del Regno d'Ungheria"). Contiene canzoni popolari tradizionali e canzoni artistiche in sloveno, accompagnate da commenti in croato. Queste canzoni sono i primi testi sloveni nell'alfabeto croato di Ljudevit Gaj, fino ad allora l'ortografia era stata usata solo per testi croati e si era diffusa fra gli sloveni alcuni anni dopo. Vraz compose numerose poesie in sloveno, che in gran parte sono rimaste inedite.
Tradusse opere di Lord Byron e Adam Mickiewicz.